# Xã Crate, Quận Chippewa, Minnesota
Xã Crate (tiếng Anh: Crate Township) là một xã thuộc quận Chippewa, tiểu bang Minnesota, Hoa Kỳ. Năm 2010, dân số của xã này là 211 người.